# Pietro Aretino

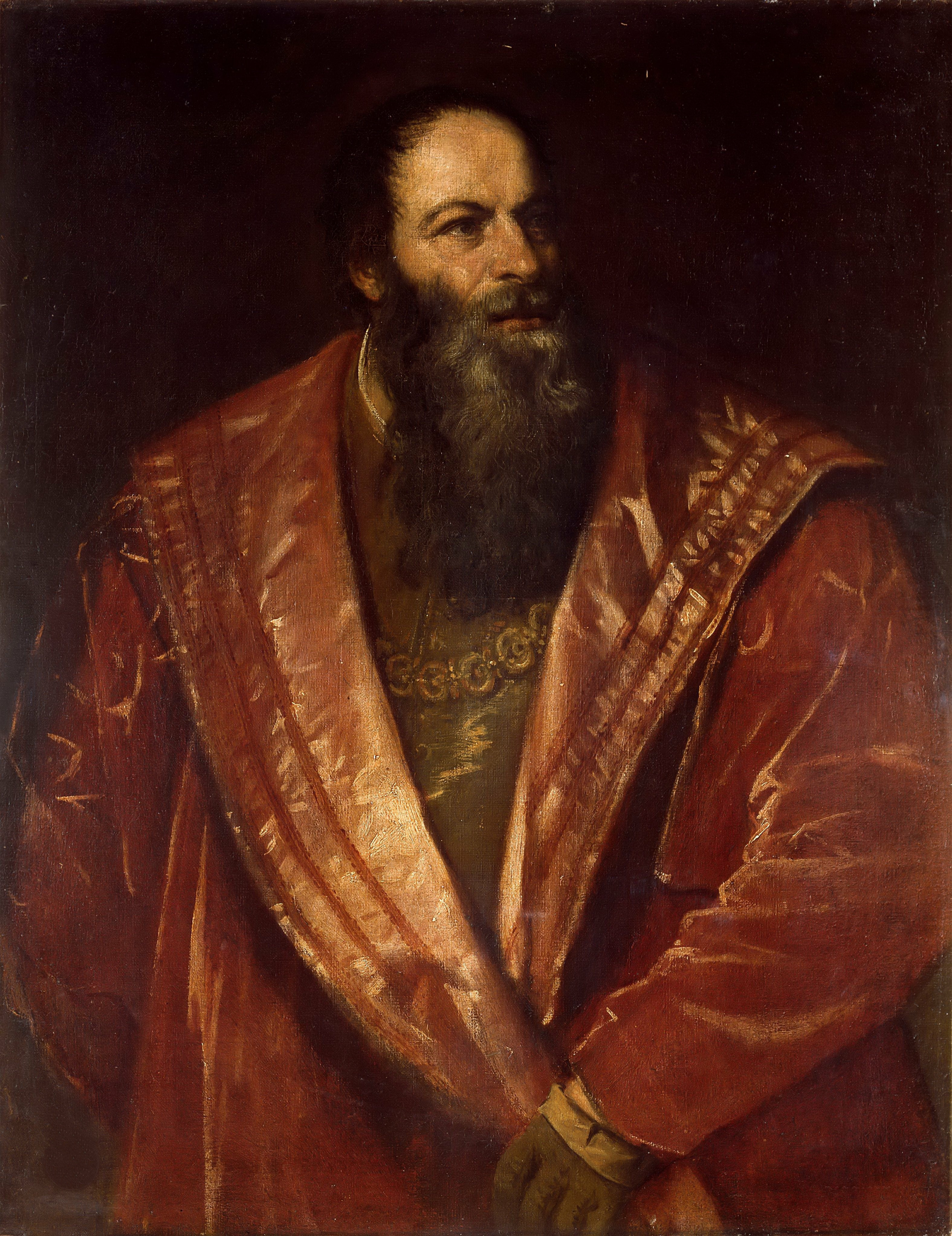
Pietro Aretino Porträt von Tizian, 1545

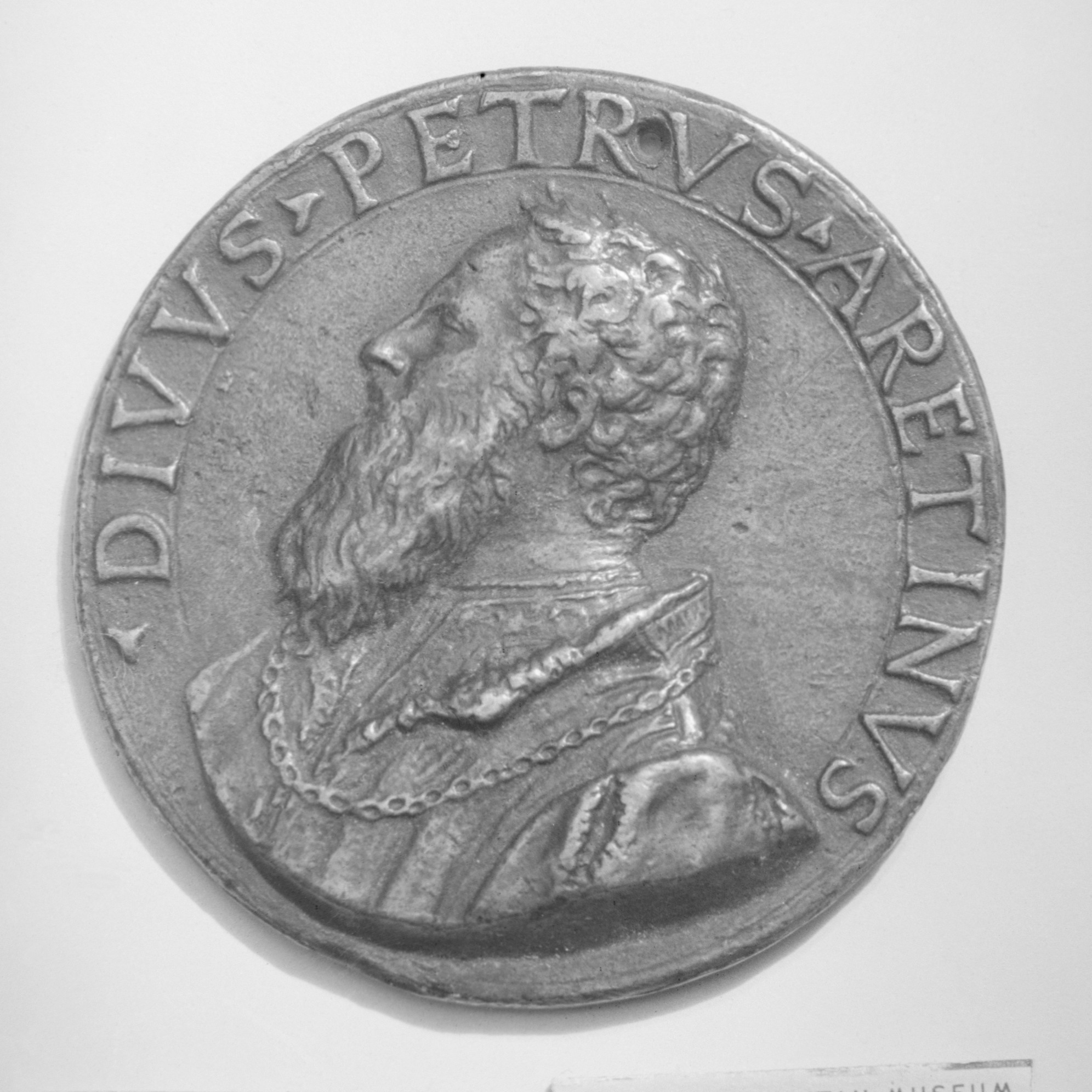
DIVVS PETRVS ARETINVS„Göttlicher Pietro Aretino“Bronze-Medaille aus dem 16. Jh.

Pietro Aretino (* 20. April 1492 in Arezzo; † 21. Oktober 1556 in Venedig), genannt il Divino („der Göttliche“), flagello de’ principi („Geißel der Fürsten“), auch condottiere della penna („Söldner der Feder“), war ein vielseitiger italienischer Schriftsteller, Dichter, Satiriker und Polemiker der Renaissance, des Cinquecento. Er verfasste prophetisch-religiöse Erbauungsbücher, Theaterstücke, polemische Satiren sowie witzige Pamphlete, erotische Dialoge und Gedichte, wie zum Beispiel die Sonetti lussuriosi zu pornographischen Kupferstichen des Marcantonio Raimondi, sowie eine große Zahl von literarisch brillanten und kulturhistorisch ergiebigen Briefen, wovon mehr als 3000 erhalten sind.
Aretino verkörpert den Typus eines unabhängigen, allein auf der Grundlage seiner geistigen Leistungen in einer höfischen Gesellschaft erfolgreichen sozialen Aufsteigers, „censor(e) del mondo, oracolo della verità“, „Zensor der Welt, Orakel der Wahrheit“.
Auf den Titelblättern seiner letzten Bücher nannte er sich selbst „Pietro Aretino, uomo libero per grazia di Dio“, „Pietro Aretino, freier Mann von Gottes Gnaden.“

## Leben
„Liest man eine der älteren Biographien des Aretiners, z. B. jene von Ginguené, Mazzuchelli, Chasles, so kann man sich eines gelinden Schauers nicht erwehren vor der »Kloake aller Laster und Schlechtigkeiten«, als welche der Verfasser der Ragionamenti dort gezeichnet wird, und man kommt nicht aus dem Erstaunen heraus, dass ein solcher Mann von Julius III. auf die Stirn geküsst und zum Ritter von Sankt Peter, von Clemens VII. zum Rhodeserritter gemacht, von Kaiser Karl V. umarmt, vom Herzog von Parma, Pier Luigi Farnese, zum Kardinal vorgeschlagen, von seiner Vaterstadt geadelt und zum Gonfaloniere ernannt, von Ariost und anderen göttlich genannt, von Tizian zwanzigmal gemalt und von den Besten seiner Zeit ihrer Freundschaft gewürdigt wurde.“

### Jugend
Aretino wurde 1492 in Arezzo (Aretino heißt „aus Arezzo“) als Sohn eines Schusters und der Margherita (Tita) Bonci geboren, nach seinen eigenen Angaben war er Sohn eines Edelmannes. Über seine Jugend existieren keine sicheren Informationen. Er erhielt offenbar keine gute Schulausbildung und keinen Unterricht in der lateinischen Sprache. Im Alter von etwa 14 Jahren hielt er sich in Perugia auf, wo er möglicherweise Malerei studierte, die örtliche Universität besuchte und erste literarische Werke verfasste. Seine Sonette wurden zum ersten Mal 1512 in Venedig veröffentlicht.

### Rom

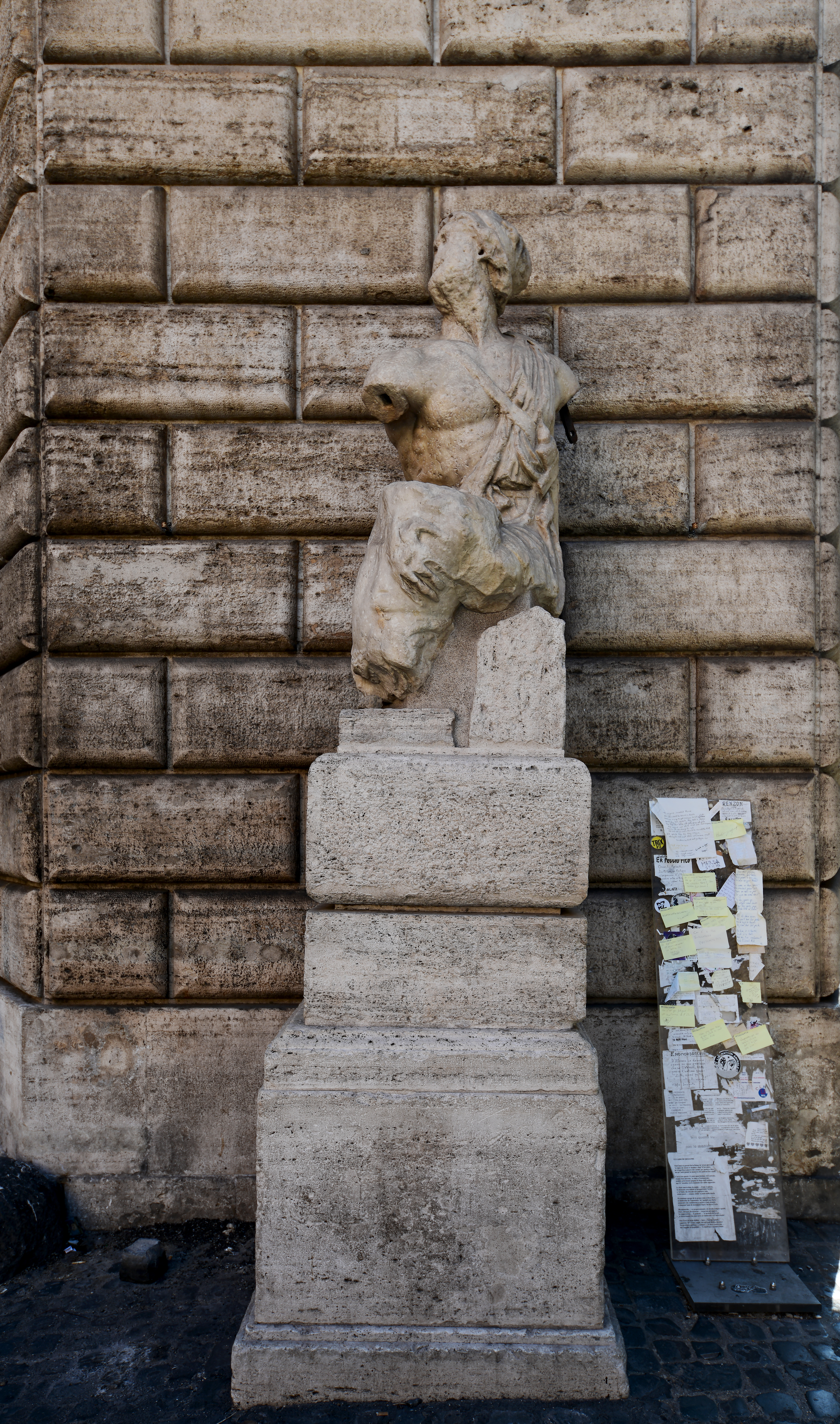
Statue des Pasquino in Rom An ihr werden seit 1501 Pasquinaden, Schmähgedichte, angeheftet

Um 1517 ging er nach Rom, wo er auf Vermittlung des Bankiers Agostino Chigi eine Stelle bei Kardinal Giulio de’ Medici bekam und Zugang zum Hof von Papst Leo X. erhielt. In den folgenden Jahren gewann er immer mehr an Einfluss und schloss Freundschaft unter anderem mit Raffael und Giulio Romano. Während des Konklaves von 1521 schrieb er die ersten seiner berüchtigten und gefürchteten Spottverse, genannt Pasquinate nach der Statue des Pasquino in der Nähe der Piazza Navona in Rom, an die solche anonymen Verse üblicherweise von Studenten angeheftet wurden. Aretino nutzte hier eine überlieferte Einrichtung, die sich bisher eher auf akademische und gelehrte Themen beschränkt hatte und gab ihr eine neue satirische und antiklerikale Ausrichtung.
1522 bestieg der fromme und sittenstrenge Adrian von Utrecht als Papst Hadrian VI. den Thron, und Aretino zog es vor, sich einen Mäzen weit weg von Rom zu suchen. Die Wahl seines alten Förderers Giulio de’ Medici als Papst Clemens VII. im Jahre 1523 veranlasste ihn zur Rückkehr nach Rom. Sein erster großer Erfolg als Autor kam 1525 mit der Veröffentlichung seiner obszönen Sonette, der sonetti lussuriosi, zu den Kupferstichen des Marcantonio Raimondi nach Giulio Romanos Zeichnungen. Sie kosteten ihn allerdings die Patronage des Papstes. Nach Todesdrohungen seitens der Opfer seiner lästerlichen Spott- und Schmähschriften und nach einem fehlgeschlagenen Attentat des Achille della Volta im Juli 1525 verließ Aretino Rom für immer. In der Folge hielt er sich im Umkreis des Federico II. Gonzaga in Mantua und des Condottiere Giovanni de’ Medici, genannt Giovanni dalle Bande Nere, auf. Um sich die Gunst des Papstes für die Kardinalsernennung seines Bruders zu sichern, plante der Gonzaga ein Attentat auf Aretino. Aretino floh daraufhin nach Venedig, wo er eine Wohnung in einem Palazzo am Canal Grande bezog.

### Venedig
Dort verfasste er zunächst eine gegen den Papst gerichtete satirische Schrift über den Sacco di Roma und einen Friedensappell an Kaiser Karl V. In Venedig bekam er schnell Zugang zur Oberschicht, genoss die Protektion des Dogen Andrea Gritti und schloss Freundschaft mit Tizian und Sansovino. Die im Venedig des frühen 16. Jahrhunderts blühende Druckkunst schuf ideale Bedingungen für Aretinos literarische Tätigkeit und die schnelle und allgemeine Verbreitung seiner Schriften und Briefe. Er mischte sich mit seiner spitzen Feder in die politischen Angelegenheiten der verschiedenen Republiken und Staaten ein und hatte Kontakte sowohl zum deutschen Kaiser als auch zum französischen König Franz I. Von Venedig aus startete er Bettelaktionen unter anderem an die politischen Kontrahenten, die ihn beide in der Hoffnung, er möge dem politischen Gegner möglichst viel Schaden zufügen, den jeweiligen Mäzen aber schonen, großzügig subventionierten. Aretino selbst nannte sich condottiere della penna, Kondottiere der Feder, d. h., er verkaufte seine literarischen Dienste an den, der für sie am besten zahlte. Briefe und Artikel mit dieser Mischung von Schmeicheleien, gezielten Enthüllungen, Schmähungen, versteckten und offenen Drohungen, die ihm nicht selten als Mittel der Erpressung dienten, zirkulierten überall in Italien. Ab 1535 versah er seine Druckerzeugnisse mit dem Motto: Veritas odium parit (die Wahrheit brütet Hass aus). Ariost nannte ihn die Geißel der Fürsten. Aus Briefen von Aretino an Michelangelo ist bekannt, dass er sich als Berater für das theologische Konzept des Altargemäldes in der Sixtinischen Kapelle angeboten hat. Michelangelo wollte aber von inhaltlichen Vorgaben so weit wie möglich frei sein. Der beleidigte Aretino bezichtigte den Künstler daraufhin der Homosexualität – was diesen wohl dazu inspirierte, Aretinos Konterfei in der Gestalt des Apostels Bartholomäus als Träger von Michelangelos leerer Leibeshülle in dessen «Jüngstem Gericht» in der Sixtina für die Ewigkeit festzuhalten.
Ab 1538 gab er in Abständen Sammlungen dieser Briefe als Bücher heraus. Daneben veröffentlichte er Viten von Heiligen, für die er im Zusammenhang der Auseinandersetzungen Roms mit der Reformation Luthers einen Markt erkannte. Außerdem gab es eine reiche Produktion von Satiren, Polemiken und Theaterstücken. Aretino gelang es, allein durch seine literarische Tätigkeit ein beachtliches Einkommen zu erwirtschaften. Zwischen 1550 und 1551 verfasste er die Gedichte zum Ruhm des Papstes Julius III. und machte sich Hoffnungen auf einen Kardinalshut, die sich aber nicht erfüllten.

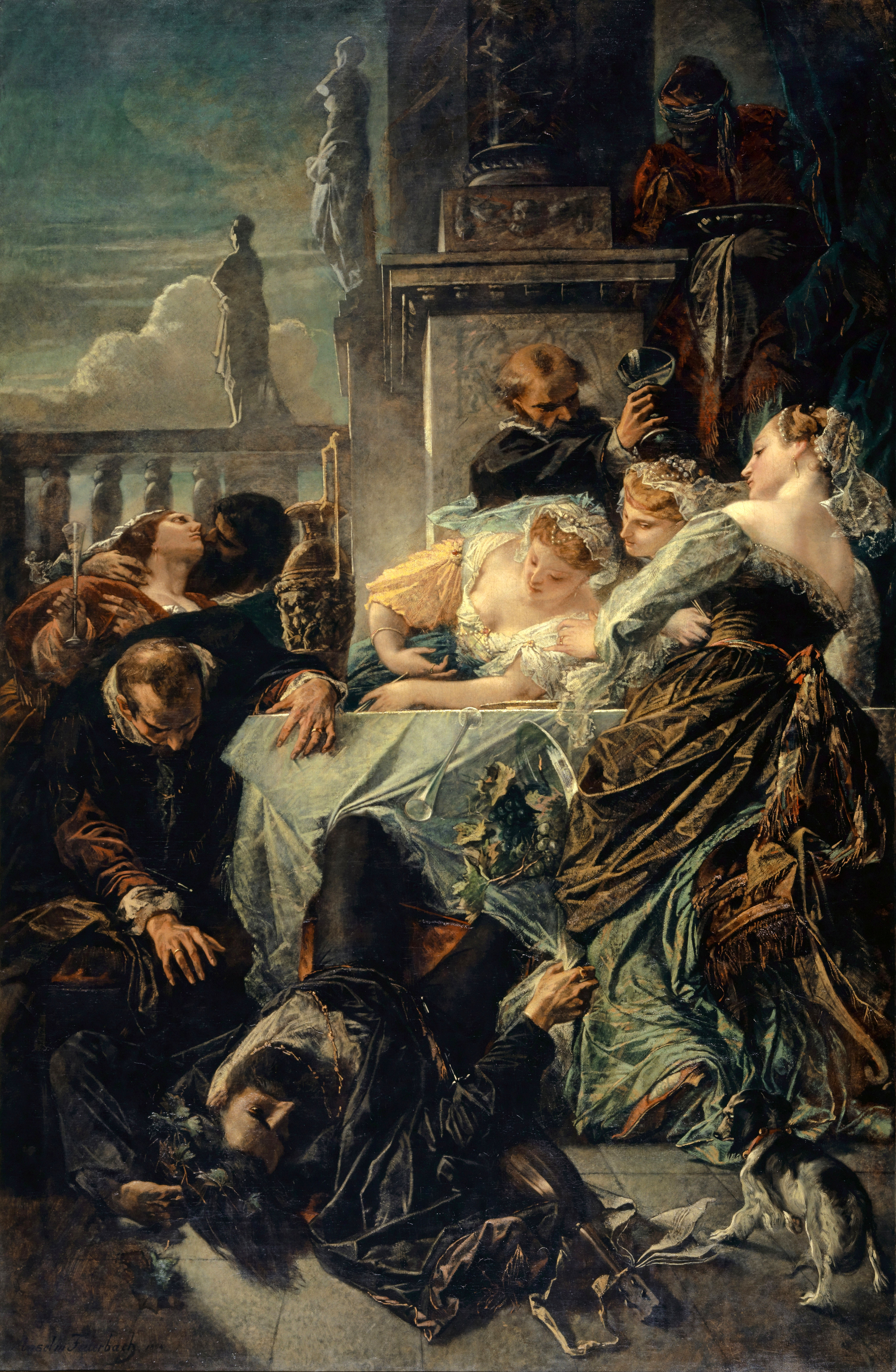
Der Tod des Pietro Aretino von Anselm Feuerbach (1854)

Aretino starb am 21. Oktober 1556 in Venedig, wahrscheinlich an einem Schlaganfall. Einer Legende nach soll er bei einem Lachanfall nach einem derben Witz vom Stuhl gefallen sein und sich dabei den Hals gebrochen haben. Nach seinem Tod wurden seine Werke von Papst Paul IV. auf die erstmals zusammengestellte Liste der verbotenen Bücher Index Librorum Prohibitorum gesetzt.
Aretino wurde neben der Kirche San Luca im Sestiere San Marco bestattet. Seit Umbaumaßnahmen an der Kirche im 19. Jahrhundert gilt sein Grab als verschollen.

## Das literarische Werk

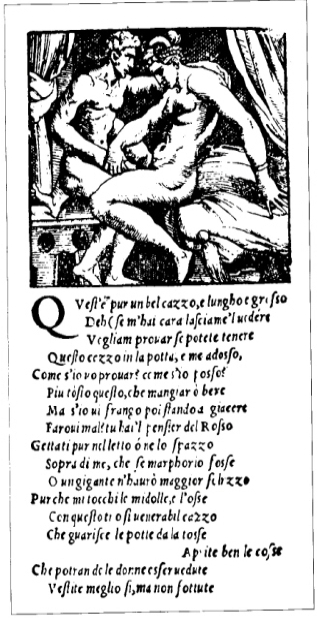
„Questo è pur un bel cazzo lungo e grosso“. Sonetto lussurioso n° 9, Holzschnitt nach Giulio Romano, 1527

Bereits in Perugia verfasste Aretino seine ersten Gedichte, die 1512 und 1513 gedruckt wurden. Es sind Kanzonen in der damals beliebten Manier des Petrarca, die Aretino später so gründlich verspottet und parodiert hat. Diese Gedichte waren für ihn in Rom eine gute Empfehlung in den höfischen Kreisen. Um 1525 veröffentlichte er drei panegyrische Kanzonen zum Ruhm von Papst Clemens VII.
Zwischen 1524 und 1525 kamen die so genannten sonetti lussuriosi heraus. Diesen deftig-dreisten Gedichten und den 1534/1536 geschriebenen Ragionamenti, (Kurtisanen)-Gesprächen, verdankt der divino seinen Ruf als Klassiker erotischer Literatur. Er verfasste zu den erotischen Zeichnungen des Giulio Romano, die von Marcantonio Raimondi in Kupfer gestochen worden waren, jeweils ein Sonett, das sich durch naturalistische Genauigkeit und Deutlichkeit in der Beschreibung der körperlichen Liebe auszeichnet. Von der Raffinesse, dem Witz und der Eleganz seiner späteren erotischen Texte war er hier noch weit entfernt.
Ab 1525 begann er mit seiner Komödie La Cortigiana, einer Parodie auf Baldassare Castigliones Buch Il Cortegiano. Er zeigt die Abenteuer von Messer Maco aus Siena, der nach Rom reist, um Kardinal zu werden. Als er sich dort in eine Frau verliebt, muss er feststellen, dass er nur als cortegiano, als Mann des Hofs, bei ihr eine Chance hat. Er nimmt Unterricht bei einem Schwindler, der ihn die Tugenden eines Hofmanns lehrt: Er lernt zu täuschen und zu betrügen und sitzt stundenlang vor dem Spiegel. Im Stil seiner Pasquill entzaubert Aretino die Zustände an den Höfen seiner Zeit, die Sitten der Höflinge und stellt die verbreitete Heuchelei und die herrschenden literarischen und philosophischen Moden bloß, wie den Platonismus oder Petrarkismus.
Zwischen 1533 und 1536 verfasste Aretino zwei Fassungen seiner Ragionamenti. Sie gehören zur Gattung der Hetärengespräche. Die Prostituierten Nanna und Antonia unterhalten sich über die Zukunft und die optimale Lebensweise von Nannas Tochter. Nanna, die in ihrem Leben Nonne, Ehefrau und Dirne gewesen ist, kommt während des Gesprächs zu dem Schluss, dass sich die Fähigkeiten und Begabungen einer Frau nur in einem Leben als Dirne ausreichend entfalten könnten, nur hier ergäbe sich für die Frau die optimale Möglichkeit, am gesellschaftlichen Leben teilzunehmen. Wichtigste Voraussetzung für ein erfolgreiches Leben sei es aber, sich nicht in die Männer zu verlieben, um nicht von diesen betrogen und ausgenutzt zu werden. Aretino parodiert in seinen Ragionamenti zeitgenössische Tugendlehren und mokiert sich über die Idealisierung der Frau, wie sie in der Nachfolge Petrarcas in der in Italien verbreiteten Literatur üblich war.

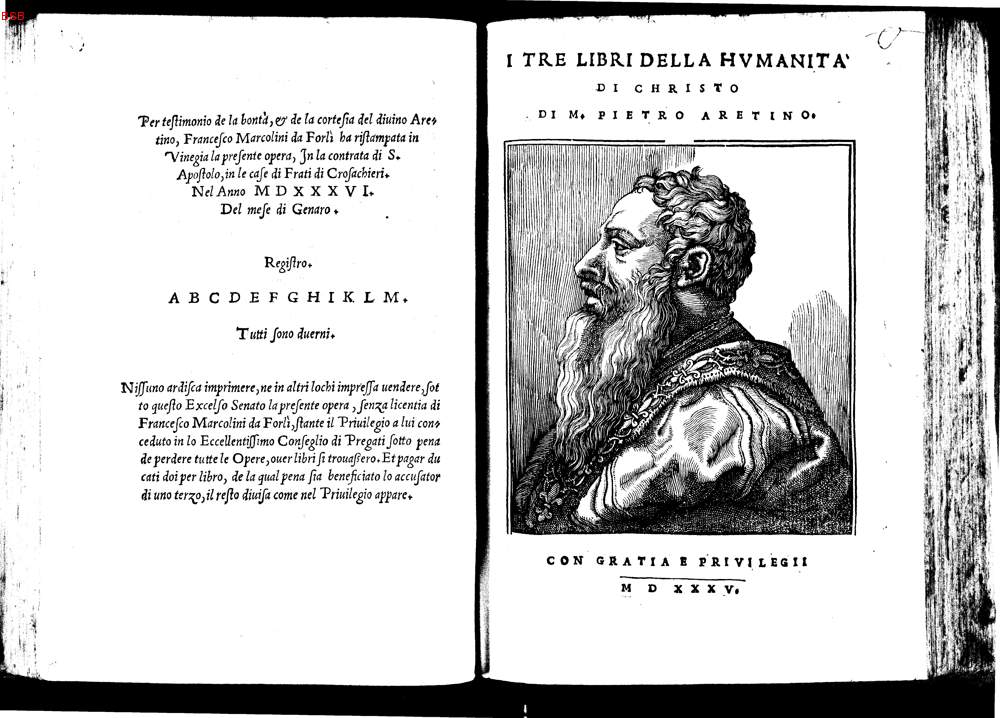
Aretino: I tre libri della humanità di Christo, Venedig 1536

Um die gleiche Zeit arbeitete er an seinem Theaterstück Il Marescalco, in dem sein Mäzen, der Herzog von Mantua, persönlich als deus ex machina auftritt. In der Komödie geht es um einen homosexuellen Höfling, der auf keinen Fall heiraten will und dem die Vorteile einer Ehe von verschiedenen Seiten auf komische Weise nahegebracht werden. Die Braut, mit der er durch den Herzog vermählt wird, stellt sich schließlich erfreulicherweise als hübscher Jüngling heraus.
In der Folge veröffentlichte Aretino mehrere Werke mit religiösem Inhalt, so eine Leidensgeschichte Jesu und die sieben Bußpsalmen Davids, sowie Lebensgeschichten der Jungfrau Maria, der Heiligen Katharina und des Thomas von Aquin, die beiden letzten als Auftragsarbeiten des kaiserlichen Statthalters del Vasto. Zwischen 1542 und 1546 brachte er zwei Komödien und seine einzige Tragödie, den Orazio heraus.
Wichtige Werke
- Opera nova del Fecundisimo Giovane Pietro Aretino, (1512, 1513), Gedichte
- Sonetti lussuriosi, Gedichte (um 1525)
- Ragionamenti (1534, 1536)
- Il Marescalco (1533), Komödie
- La Cortigiana (1525/34), Komödie
- Lo Ipocrito (1542), Komödie
- La Talanta (1542), Komödie
- Il Filosofo (1546), Komödie
- L’Orazia, (1546), Verstragödie

Die Briefe
1538 veröffentlichte Aretino den ersten Band einer sechsbändigen Sammlung von mehr als dreitausend seiner Briefe, die als gedruckte Einzelstücke schon öffentlich zugänglich waren. Herausgeber war sein Freund, der Drucker Francesco Marcolini, der einige seiner dichterischen Werke veröffentlicht hatte. Aretino verfasste seine Briefe nicht mehr wie die Humanisten in Latein, sondern in der Volkssprache (volgare). Sein Briefwechsel mit den Großen seiner Zeit dokumentiert eine Periode des tiefgreifenden sozialen Wandels in Italien, die geprägt war von den Spannungen und kriegerischen Auseinandersetzungen zwischen Frankreich und dem Römisch-deutschen Kaiser, den politischen Verwerfungen in der Folge der Reformation in Deutschland und einer allgemeinen Destabilisierung des Gleichgewichts zwischen den italienischen Staaten. Aretinos Briefe an die Großen seiner Zeit zeigen durch die unverschleierte, unbefangene und mitunter zynische Sichtweise des Autors, durch seine wache und engagierte Anteilnahme am politischen Geschehen, an der Kunst und der Literatur, am Klatsch und an allerlei Intrigen ein facetten- und aufschlussreiches Bild seiner Zeit. Wie es das Motto auf seinen Büchern ausdrückt, fühlte er sich der „Wahrheit“ verpflichtet und betrachtete sich in einem politischen System, das den einzelnen in wirtschaftlicher, politischer und geistiger Abhängigkeit hielt, als freier Mann.

## Aretino in Kunst und Literatur
- Georg Büchner soll unbestätigten Gerüchten zufolge kurz vor seinem Tod ein Drama über Aretino verfasst haben. Das Manuskript soll dann von Louise Wilhelmine Jaeglé, seiner Verlobten, nach dessen Tod verbrannt worden sein, angeblich aufgrund atheistisch geprägter Stellen im Drama. Wahrscheinlicher ist, dass Büchner in Zürich ein Manuskript zur Reinschrift oder Korrektur aus der Hand gegeben hat und darüber starb.[10]
- Michael Nyman: 8 Lust Songs: I Sonetti Lussuriosi, 2008
- Gustav Regler: Aretino, Freund der Frauen, Feind der Fürsten. Roman, 1955.
- Josef Viktor Widmann: Die Muse des Aretin. Drama in vier Aufzügen, 1902.
- Hermann Hesse: Der Aretiner, Gedicht, 1904.[11]
- Siegfried Lenz, Die tödliche Phantasie, Erzählung, 1949[12]
- Aretinos Sonetti lussuriosi waren zugleich Vorbild für die ersten deutschsprachigen pornografischen Sonette von Alexander Bessmertny (Zehn Sonette (1912)), Katharina Vemen (Die fremden Zungen (1928)) und Bertolt Brecht.[13]

Gemälde
- Tizian: Pietro Aretino, 1545, Galleria Pitti, Florenz
- Johann Gottlieb Henschke: Pietro Aretino. Punktierbild nach Tizian, 1820.
- Marcantonio Raimondi: Porträt des Pietro Aretino, Kupferstich.
- Anselm Feuerbach: Der Tod des Dichters Pietro Aretino, 1854, Basler Kunstmuseum.
- Adolf Wichmann: Pietro Aretino liest einer Gesellschaft im Garten Tizians zu Venedig aus seinen Werken vor, 1865

### Werkausgaben
- Edizione nazionale delle opere di Pietro Aretino. Seit 1992 im Erscheinen begriffene und auf 23 Bände (23 tomi) ausgelegte kritische Werkausgabe.[14]
- Pietro Aretino: Dubbii amorosi, altri dubbii e sonetti lussuriosi. [Paris 1757]
- Pietro Aretino: Sonetti lussuriosi. Edizione critica e commento di Danilo Romei. 2013. (nuovorinascimento.org, PDF; 763 kB)

deutsch
- Die Gespräche des göttlichen Pietro Aretino. Übertragen von Heinrich Conrad. Insel Taschenbuch 2570, Frankfurt am Main 1999, ISBN 3-458-34270-2. (Zuerst 1903 unter dem Titel Die Gespraeche des goettlichen Pietro Aretino als zweibändige Ausgabe im Insel-Verlag Leipzig in einer Auflage von 850 Exemplaren für Subskribenten erschienen.)
- Pietro Aretino, Thomas Hettche: Stellungen Oder vom Anfang und Ende der Pornografie. (Originaltitel: I modi, bilinguale Ausgabe). DuMont, Köln 2003, ISBN 3-8321-7836-8.[15]
- Pietro Aretino: Die sündigen Klosterschwestern. Nachdruck der Original-Ausgabe von 1932. Melchior, Wolfenbüttel 2009, ISBN 978-3-941555-30-3.
- Pietro Aretino: Der Stallmeister. Herausgegeben und übersetzt von Michael Rumpf. Manutius Verlag, Heidelberg 2021, ISBN 978-3-944512-34-1.

### Sekundärliteratur
- Christopher Cairns: Pietro Aretino and The Republic of Venice. Researches on Aretino and his circle in Venice, 1527–1556. Olschki, Florenz 1985.
- James Cleugh: The divine Aretino: Pietro of Arezzo, 1492-1556: a biography. Anthony Blond, London, 1965 – Rezension von: Loris Battin. In: Italica. vol. 44, no. 1, 1967, S. 96–99; JSTOR:477427 und (books.google.de).
- Paula Findlen: Humanismus, Politik und Pornographie im Italien der Renaissance. In: Lynn Hunt (Hrsg.): Die Erfindung der Pornographie. Obszönität und die Ursprünge der Moderne. Fischer Taschenbuch Verlag, Frankfurt am Main 1994, S. 44–131.
- Johannes Hösle: Pietro Aretinos Werk. de Gruyter, Berlin 1969.
- (it) Giammaria Mazzuchelli: Nota sulla vita di Pietro Aretino, premessa al testo dell’Orlandino, 1540 – Tratta dalla vita di Pietro Aretino
- Hermann Kesten: Pietro Aretino – Ein Journalist in Italien. In: Hermann Kesten: Lauter Literaten . Knaur Taschenbuch Verlag, München 1966.
- Klaus Thiele-Dohrmann: Kurtisanenfreund und Fürstenplage – Pietro Aretino und die Kunst der Enthüllung. Artemis & Winkler, Düsseldorf/Zürich 1998.
- Raymond B. Waddington: Aretino’s Satyr: Sexuality, Satire, and Self-Projection in Sixteenth-Century Literature and Art. University of Toronto Press, Toronto 2003.
- J. V. Widmann: Aus den Briefen des Aretin. In: Neue Freie Presse. № 13421 (Morgenblatt) vom 4. Januar 1902, S. 1–4.
- Loel Zwecker: Pietro Aretino. Der Machiavelli der Kunstkritik. Meyer, Bern/Wien 2017.